# Феофіловка (Калузька область)
Феофіловка (рос. Феофиловка) — присілок в Козельському районі Калузької області Російської Федерації.
Населення становить 4 особи. Входить до складу муніципального утворення Присілок Каменка.

## Історія
Від 2004 року входить до складу муніципального утворення Присілок Каменка.

## Населення
| 2002 | 2010 |
| ---- | ---- |
| 2    | ↗4   |